# ECHO protocol
Služba ECHO je internetový protokol definovaný v RFC 862. Původně byl navržen jako cesta, jak testovat a měřit síť IP. V současnosti se na měření sítě obvykle používají příkazy ping a traceroute.
ECHO server poslouchá na TCP nebo UDP portu 7, pokud přijdou na ECHO serverový port nějaká data, jsou vrácena klientovi beze změn.

## Linux
Na Linuxu bývá ECHO server zabudován do inetd démona. V některých linuxových distribucí nebývá Služba ECHO implicitně zapnuta - lze ji zapnout přidáním následujících řádek do souboru /etc/inetd.conf a reloadu konfigurace :
```
echo   stream  tcp     nowait  root    internal
echo   dgram   udp     wait    root    internal

```